# Nissan Avenir
La Nissan Avenir è un'autovettura prodotta dalla casa automobilistica giapponese Nissan Motor dal 1990 al 2006. Disponibile solo in versione familiare, ne fu in seguito realizzata una versione furgonata a cui fu dato il nome di Nissan Avenir Cargo, nome poi cambiato in Nissan Expert. Per l'Avenir non è stata prevista una versione berlina, sebbene sia stata venduta come versione station wagon della Nissan Primera sui mercati europei. In particolare, la Avenir familiare venne prodotta dal 1990 al 2005, mentre la sua versione furgonata Avenir Cargo/Expert fu assemblata dal 1999 al 2006. La Avenir e la Expert era a motore anteriore e trazione anteriore o integrale.

## La prima serie: 1990-1998

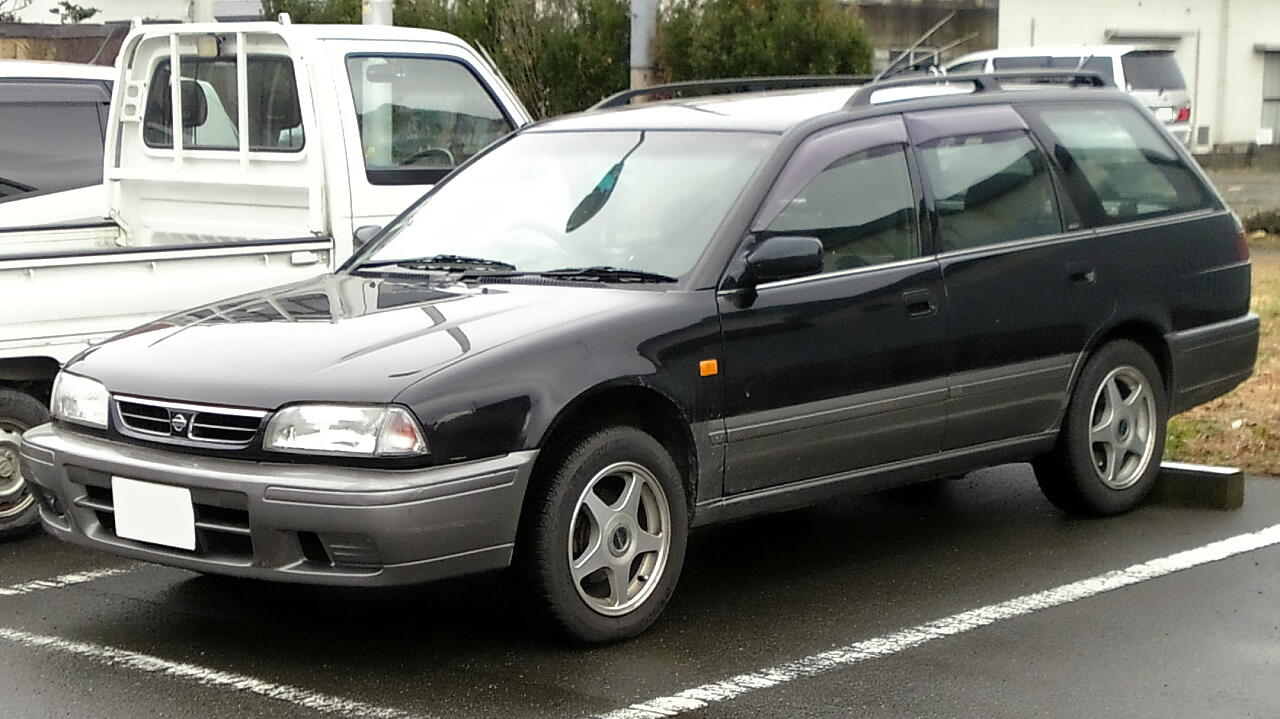
Una Nissan Avenir prima serie

Introdotta sul mercato giapponese nel maggio 1990, la prima serie della Avenir era inizialmente disponibile con un motore da 1,8 litri di cilindrata oppure con un propulsore da 2,0 litri, entrambi a benzina. La versione furgonata era disponibile solo con un motore a benzina da 1,6 litri di cilindrata.
La versione a trazione anteriore era disponibile con un cambio automatico a quattro rapporti oppure con un cambio manuale a cinque marce, mentre la versione a trazione integrale (introdotta nel novembre 1990) era disponibile solo con il cambio automatico. Nel gennaio 1993 fu aggiunto all'offerta un motore da 2.0 L turbodiesel. Nell'occasione il modello fu oggetto di un leggero restyling, e i modelli con il motore da 1,8 L furono dotati di un nuovo propulsore a iniezione elettronica. Nel dicembre 1993 apparve un'edizione speciale chiamata "Avenir Salut", che era la versione a basso costo del modello equipaggiato con il motore da 2,0 L. La sua economicità risiedeva nel fatto che non avesse installato alcune delle dotazioni standard quali lo spoiler anteriore e i cerchioni in lega.

## La seconda serie: 1998-2006

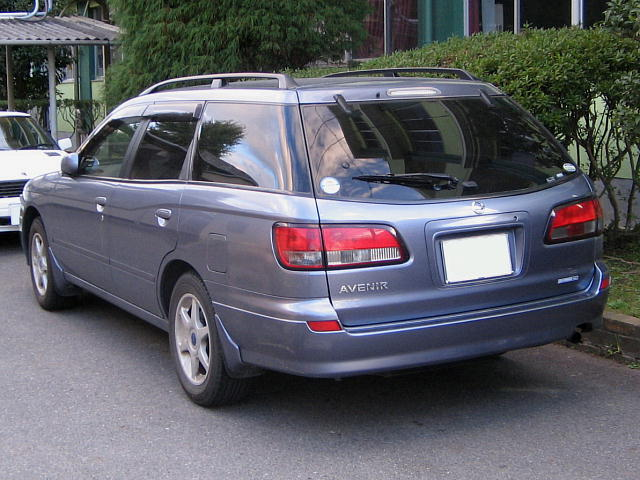
Una Nissan Avenir seconda serie

La seconda serie del modello è stato introdotta all'inizio del 1998. Fu inizialmente disponibile con un motore a benzina da 1.8 litri di cilindrata e da un motore da 2.0 litri di cilindrata, quest'ultimo sia offerto sia in versione benzina che turbodiesel. Il modello con motore da 1.8 litri a benzina era disponibile con cambio automatico a 4 marce oppure manuale a 5 marce, mentre le vetture che montavano il propulsore a benzina da 2,0 litri a benzina era disponibile con cambio automatico a 4 marce oppure con cambio continuo con funzione tiptronic a 6 marce. Tutte le versioni citate erano a trazione anteriore. La versione a trazione integrale era invece disponibile solo con cambio automatico a 4 marce. La versione con motore turbodiesel da 2,0 L di cilindrata era disponibile solo con cambio automatico a 4 velocità. 
Era anche disponibile una variante con motore a benzina da 2.0 L di cilindrata e 230 CV di potenza con sovralimentazione e trazione integrale, che montava un cambio automatico a 4 velocità. Da maggio 2000 la Salut turbocompressa venne ribattezzata GT4. Con il cambio di nome, furono eseguite modifiche agli interni ed alla linea della carrozzeria. Dopo il restyling dell'intera gamma effettuata nell'agosto 2000, la trasmissione con cambio continuo venne anche montata sui modelli a trazione integrale non sovralimentati. Fu anche offerta una versione personalizzata di alte prestazioni chiamata "Rider". Il furgone per le consegne Avenir Cargo venne ribattezzato Nissan Expert a partire dal giugno 1999. L'ottobre 2000 ha visto l'introduzione dell'Avenir Blastar, con una maggiore altezza da terra e ruote più grandi, equipaggiata con la trazione integrale e il motore da 2,0 litri a benzina. Nell'agosto 2002 il motore da 2,0 litri a benzina fu aggiornato. A causa del calo degli ordini, l'intera gamma dell'Avenir uscì di produzione nel settembre 2005. La versione furgonata Expert fu invece tolto di produzione nel dicembre 2006.